# Грузон, Герман
Герман Август Жак Грузон (нем. Hermann August Jacques Gruson; 13 февраля 1821, Магдебург — 31 января 1895, Магдебург) — немецкий инженер, изобретатель, промышленник, основатель завода в Букау вблизи Магдебурга.

## Биография
На локомотивной фабрике Борзига начал изучать машиностроение, в то же время слушал лекции по математике и естественным наукам в Берлинском университете.
Затем он находился на практической службе инженером и механиком в различных местах и учреждениях и даже директором одной компании в 1855 году, когда им была заложена на берегу Эльбы верфь «H. Gruzon. Magdeburg» с небольшой мастерской, которая постепенно разрослась до размеров первоклассного и мощного завода Германии.

## Деятельность

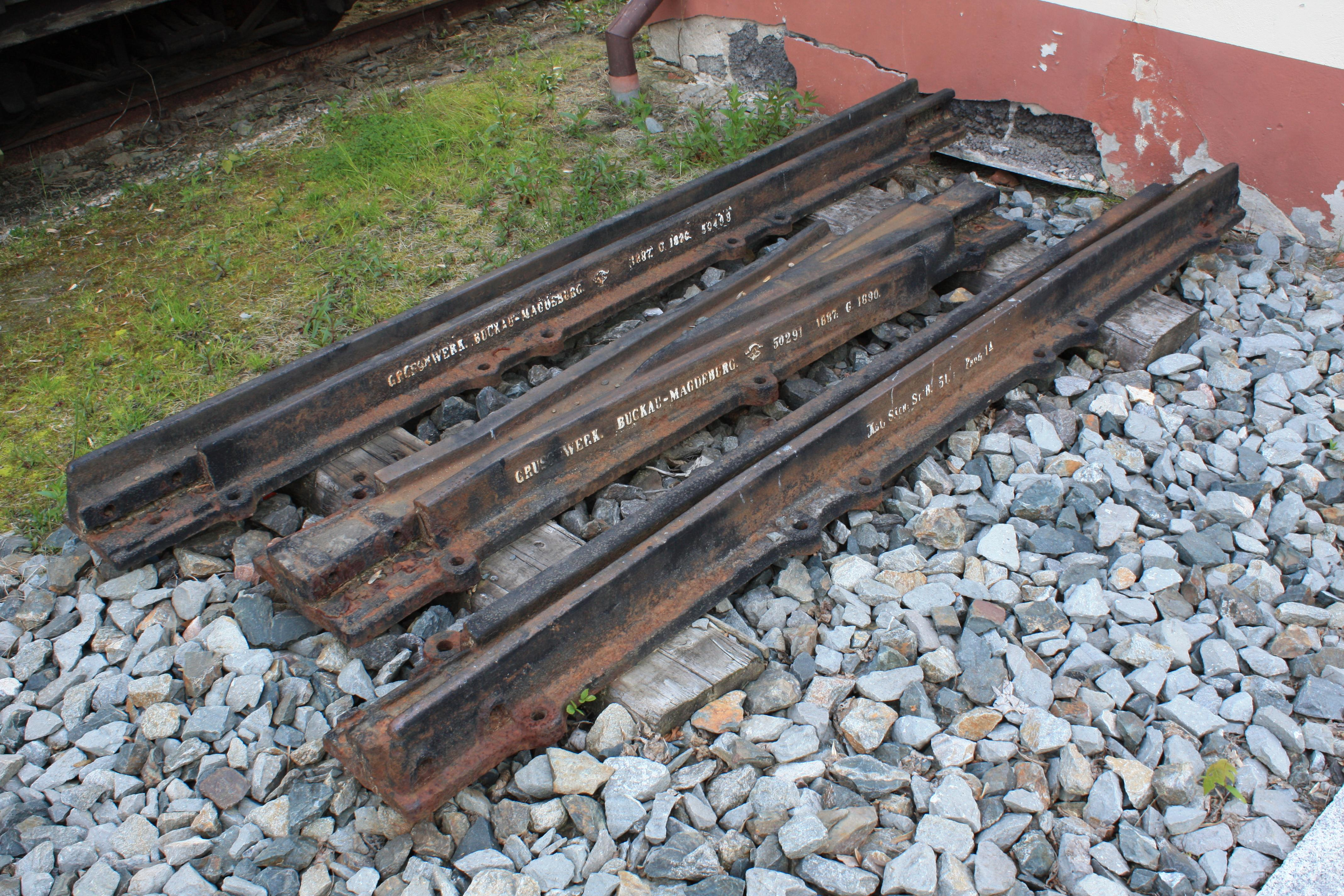
Рельсы для узкоколейной железной дороги, выпущенные на заводе Грузона

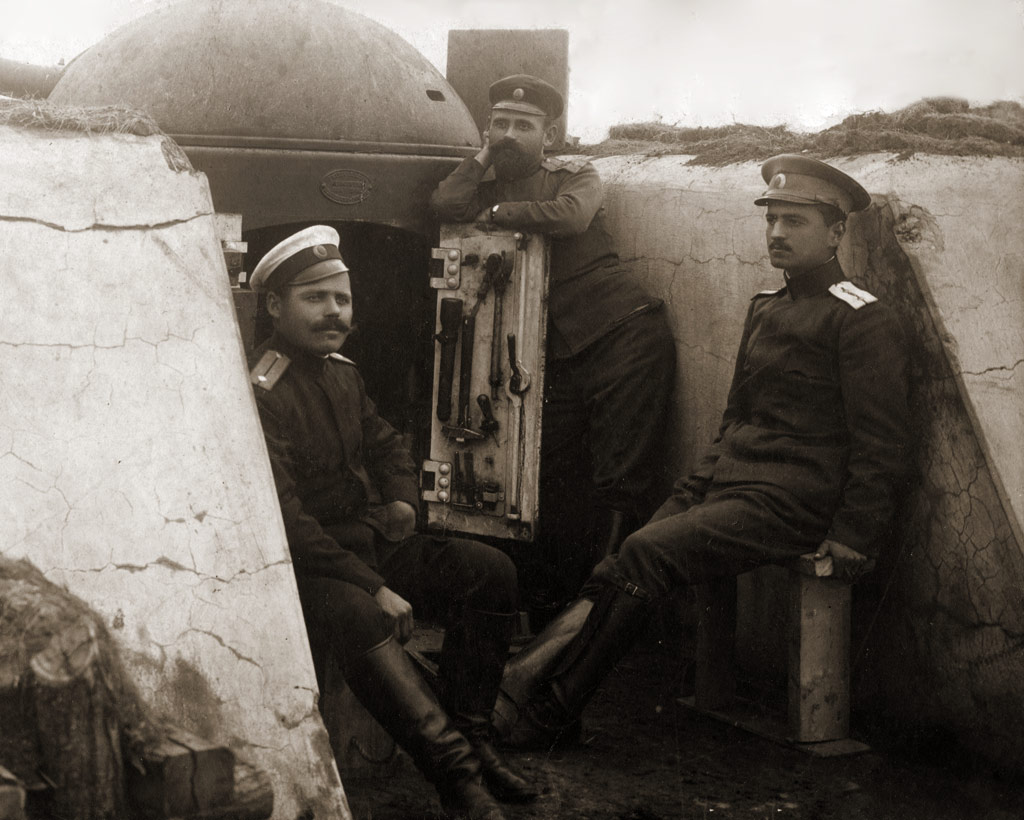
Панцирная башня Грузона (Бронекаретка)

Имя Грузона неразрывно связано с техникою так называемого закалённого, или быстроохлаждённого чугуна, развитие завода всецело обязано талантливому применению указанного металла для военных целей. Грузон воспользовался свойством чугуна при быстром охлаждении приобретать значительную твёрдость в наружных частях для изготовления из него бронебойных снарядов и самой брони. Такие изделия при возможности получать их непосредственно отливкой представляли существенные экономические преимущества по сравнению с железными или стальными. Опыты в 1864 году, проведённые прусским правительством, заложили прочную основу дальнейшего успеха грузоновских снарядов, поскольку последние оставляли бо́льшие углубления в железной броне, чем стальные. Указанное обстоятельство объясняется малым совершенством сталеснарядной техники в рассматриваемый период времени. Непосредственный результат опытов привёл к принятию во всех артиллериях грузоновских снарядов для стрельбы по броненосному флоту. Завод Грузона стал одним из крупнейших производителей боеприпасов.
В 1873 году Грузон построил первую панцирную башню из закалённого чугуна, которая является прототипом последующих усовершенствований в указанном направлении. Кроме изготовления предметов вооружения, завод Грузона имел отделение, которые изготавливало принадлежности для железных дорог, мельниц, прессов, подъёмных кранов, машин для обработки металлов и др. Особого внимания заслуживает фабрикация колес, катков и валов из закалённого чугуна, имеющие широкое применение в различных видах техники. Развитие и улучшение стального производства в настоящее время окончательно подорвало значение закалённого чугуна как материала для изготовления предметов вооружения, что заставило завод Грузона постепенно изменить основной характер деятельности. Уже с 1880-х годов Грузон начал разрабатывать системы скорострельных пушек, лафетов и установок для пушек, а также различного рода подвижных и неподвижных стальных башен.
В конце 1892 года завод Грузона поступил в аренду к германскому же заводчику Альфреду Круппу, и таким образом возникло колоссальное техническое предприятие Круппа-Грузона, приспособленное к удовлетворению самых разнообразных потребностей вооружения. К 1945 году их завод в Магдебурге назывался Крупп-Грузон.

## Награды
22 сентября 1846 года берлинская полиция наградила его медалью за спасение мальчика, который тонул. Герман Грузон всю жизнь гордился этой своей первой официальной наградой.
В 1889 году Герман Грузон стал почётным гражданином города Магдебурга.
За множество важных изобретений, которые способствовали развитию инженерного искусства, Герман Грузон одним из первых в 1894 году был удостоен высшей награды «Ассоциации немецких инженеров» — медали Грасгофа.

## Ботаническая деятельность

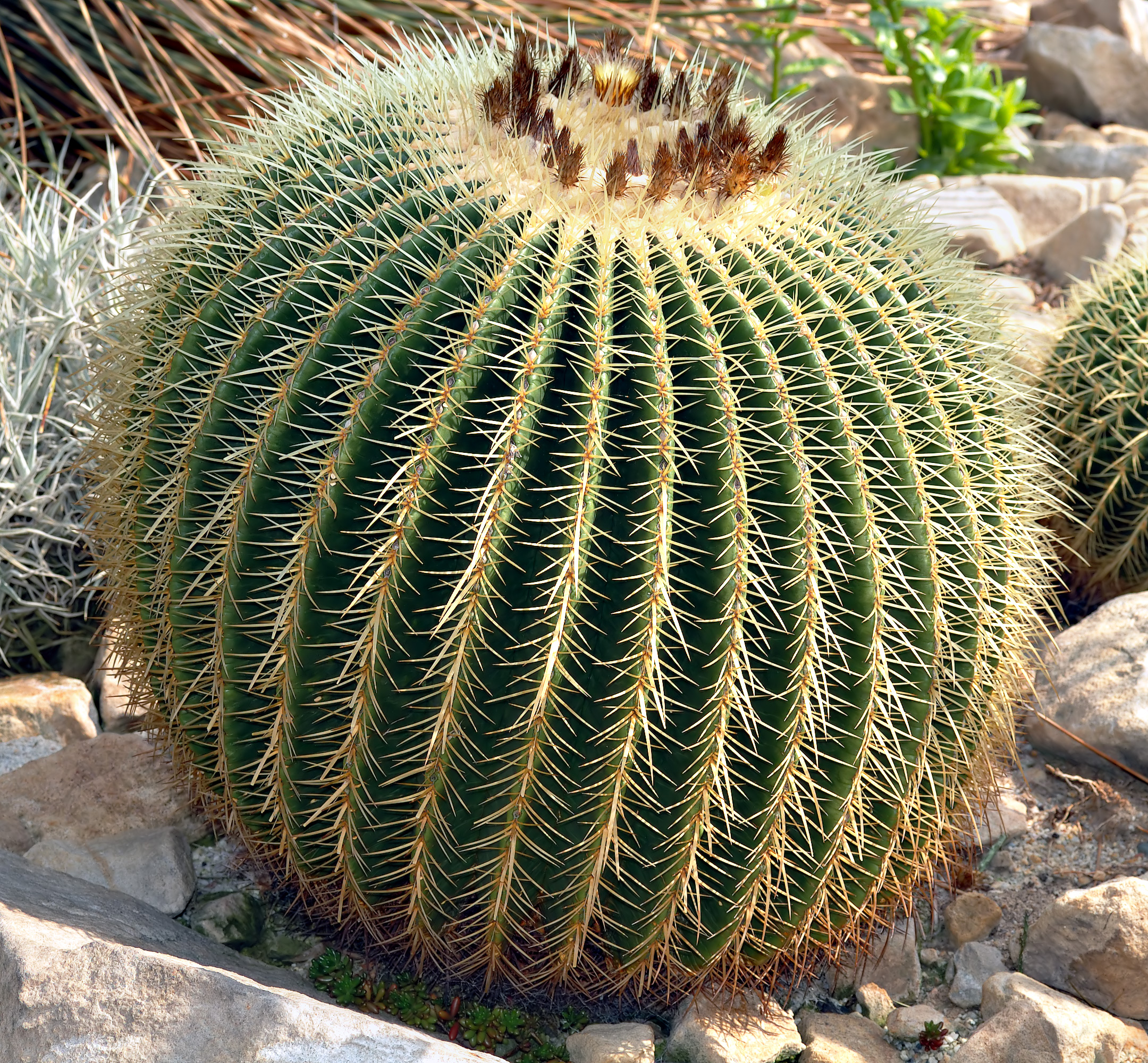
Эхинокактус Грузона

Герман Грузон был известным кактусистом XIX века, владельцем крупнейшей коллекции кактусов в Европе. Он создал всемирно известные теплицы Грузона, в которых выращивал разнообразные тропические и субтропические растения. На садоводческих выставках он получил несколько наград за свои растения.
23 октября 1888 года он пожертвовал на музейные коллекции родного Магдебурга 100 тысяч марок. А в 1896 году, через некоторое время после его смерти, согласно его воле, вся его коллекция вместе с теплицами были переданы в дар Магдебургу, также городу были переданы ещё 100 тысяч марок.
В честь Грузона получили названия несколько таксонов кактусов, в том числе род Grusonia, наиболее популярный из эхинокактусов, Echinocactus grusonii, а также виды Selenicereus grusonianus (сейчас — Selenicereus macdonaldiae var. grusonianus) и Mammillaria grusonii.